# Elaphoglossum sartorii
Elaphoglossum sartorii là một loài thực vật có mạch trong họ Lomariopsidaceae. Loài này được (Liebm.) Mickel mô tả khoa học đầu tiên năm 1988.